# Маркета Вондроушова
Маркета Вондроушова (на чешки: Markéta Vondroušová) е чешка професионална тенисистка. Най-високото класиране в кариерата ѝ е номер 6 в света според Женската тенис асоциация (WTA). Вондроушова е действащата шампионка на Уимбълдън, като печели турнира през 2023 г., за да стане първата непоставена състезателка, спечелила титлата на сингъл.

## Биография
Маркета Вондроушова е родена на 28 юни 1999 г. в семейството на Дейвид Вондроуш и Джиндришка Андерлова в Соколов, малък град в района на Карлови Вари, Чехия. Баща ѝ я въвежда в тениса на четиригодишна възраст, като той самият играе непрофесионално. Като дете Вондроушова опитва различни спортове, включително ски, футбол, тенис на маса и флорбол. Постепенно се съсредоточава върху тениса, влизайки в национален турнир по минитенис на остров Штванице в Прага през 2006 г., в който завършва трета и се класира за международен турнир в Умаг в Хърватия.
Вондроушова е бивш номер 1 в света за юноши с две титли в първенства от Големия шлем на двойки. През 2019 г. достига второ място на Откритото първенство на Франция, с което става първият тийнейджър финалист в първенство от Големия шлем от близо десетилетие. Тя печели две титли на сингъл от шест финала на WTA Тур и сребърен медал на Олимпийските игри в Токио през 2020 г.